# Dwór w Bystrzycy
Dwór w Bystrzycy (niem. Schloss Ober Wiesenthal) – zabytkowy dwór w miejscowości Bystrzyca.
Dwór wybudowany w 1646 i przebudowany w drugiej połowy XIX w. Obecnie dom nr 31A z XVII w.. Nad wejściem płycina z herbem von Braun i napisem Sigemund von Braun Anno 1646, właściciela w XVII w.

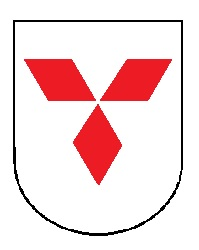
Herb von Braun (tarcza)